# موقع الصدمة
موقع الصدمة أو موقع الدماء  هو موقع ويب يُقصد به أن يكون مسيئًا أو مزعجًا لمشاهديه، على الرغم من أنه قد يحتوي أيضًا على عناصر من الفكاهة  أو يثير (في بعض المشاهدين) الإثارة الجنسية.

## نبذة
أنها تحتوي على مواد ذات قيمة عالية للصدمة، وعادة ما تكون ذات طبيعة إباحية، أو كارثية، أو عنصرية، أو جنسية، أو عنيفة بيانية، أو مهينة، أو مبتذلة ، أو بذيئة، أو ذات طبيعة استفزازية. بعض المواقع صدمة تعرض صورة واحدة، الرسوم المتحركة، مقطع فيديو أو معرض صغير، وعممت عبر البريد الإلكتروني أو المقنعة في المشاركات إلى المواقع مناقشة باعتباره مزحة. يميز ستيفين جونز هذه المواقع عن تلك التي تجمع المعارض حيث يبحث المستخدمون عن محتوى مروّع، مثل Rotten.com . يمكن أن تحتوي مواقع المعرض على قطع الرؤوس، والإعدام، والصعق بالكهرباء، والانتحار، والقتل، والرجم، والحرق، والغرق، وحوادث السيارات، وضحايا الحرب، والاغتصاب، ومجارفة الموتى، وتشويه الأعضاء التناسلية، والجرائم الجنسية الأخرى.
اكتسبت بعض مواقع الصدمة أيضًا ثقافات فرعية خاصة بها وأصبحت ميمات على الإنترنت بمفردها. ظهر موقع (Goatse.cx) على صفحة مخصصة للأعمال الفنية المقدمة من المعجبين وتكريم الموقع hello.jpg ، وعرضت نشرة أخبار بي بي سي محاكاة ساخرة للصورة عن غير قصد كبديل للشعار الذي تم كشف النقاب عنه مؤخرًا لدورة الألعاب الأولمبية الصيفية لعام 2012 . سرعان ما أصبح مقطع الفيديو الصادم لعام 2007 المعروف باسم 2 Girls 1 Cup ظاهرة على الإنترنت، حيث تم نشر مقاطع فيديو لردود الفعل، والتكريم، والمحاكاة الساخرة على نطاق واسع على مواقع مشاركة الفيديو مثل YouTube .

## تاريخ
كانت هناك العديد من صالات العرض التي تم إطلاقها وإغلاقها. استضاف موقع Rotten.com مقاطع فيديو عن جرائم قتل وصور لأشخاص متوفين  ولوح بشعار «شر محض منذ 1996». أثناء تشغيلهم، أطلق مالكو Rotten.com عدة مواقع جديدة، أحدها كان Shockumentary.com في عام 2006. تم إنشاء موقع Shockumentary.com لبيع أفلام موندو مثل آثار الموت (1993). استضاف موقع Ogrish.com (الذي تأسس عام 2000) «الجثث المشوهة وحوادث السيارات وضحايا الحروق والتشوهات الخلقية وغيرها من التساؤلات». استندت سمعة Ogrish.com إلى نشره لوسائل الإعلام الدموية من الإرهابيين والحرب. في عام 2006، تم تغيير علامتها التجارية Ogrish.com كما Liveleak.com . اشتهرت أفضل جور، التي أنشأها مارك ماريك في عام 2008، بمحتواها الجرافيكي للغاية، مثل الصور ومقاطع الفيديو الخاصة بجرائم القتل والانتحار والحوادث العنيفة مع ما يقدر بنحو 15-20 مليون زيارة شهرية أثناء عملها. أقر بالذنب وحُكم عليه بالسجن لمدة ستة أشهر مشروطة لدوره في قضية اتهم فيها بإفساد الأخلاق العامة في ألبرتا ، كندا. ومع ذلك، فقد أنشأت بعض صالات العرض الصدمات مجالات أكثر تحديدًا. صممت مواقع نيكرو بيبز وكافيه آكلي لحوم البشر وقورميت نفسها لتناسب أكلة لحوم البشر في أوائل العقد الأول من القرن الحادي والعشرين. اكتسبت هذه المواقع الانتباه في عام 2003 عندما استخدم ارمن ميويس، آكل لحوم البشر الطموح، المواقع للتواصل مع يورقن براندس، الرجل الذي أراد أن يؤكل. التقى الاثنان، وتم تسجيل مقتل براندس وأكل لحوم البشر ونشرهما على مواقع مختلفة. بالإضافة إلى ذلك، قام قراهام كوتس بزيارة نيكرو بيبز وريب باشن وفايولنت بليشور وهانقنق بي بشكل متكرر قبل خنق المعلمة جين لونغهيرست.
كان هناك أيضًا العديد من مقاطع الفيديو الفردية التي حظيت باهتمام فيروسي. كانت الماعز  واحدة من أقدم وأشهر مواقع الصدمة، حيث ظهرت فيها صورة لرجل يمد فتحة شرجه بيديه. تضمن الموقع صفحة مخصصة للأعمال الفنية المقدمة من المعجبين والتكريم للموقع. تم إغلاق الموقع في عام 2004 ؛ ومع ذلك، لا تزال العديد من مواقع المرآة التي تعرض الصورة موجودة  في عام 2012، تم إحيائه كخدمة بريد إلكتروني. في عام 2008، قام فريق مجانين ديمبروفسك بنشر فيديو القتل المصور «ثلاث رجال و مطرقة». تبع ذلك بعد سنوات فيديو إيريك كلينتون كيرك نيومان (المعروف الآن باسم لوكا روكو ماجنوتا) "1 Lunatic 1 Icepick" في عام 2012 - وهو مقطع فيديو لنيومان يقتل الطالب الصيني جون لين والذي احتوى على التقطيع وأكل لحوم البشر وتشريح الموتى وتم نشره على Bestgore.com. كما شارك نيومان مقطع فيديو قبل عام من استخدامه لفراغ وحقيبة بلاستيكية لخنق قطتين صغيرتين لأغنية «عيد سنة سعيد)» لجون لينون على عدة مواقع دموية. يعد موقع ميت سبين عبارة عن موقع صدمة يحتوي على مقطع فيديو متكرر (يتم تشغيله على «بواسطة حي ام ميت لشخصين يمارسان الجنس الشرجي بينما يدور قضيب الشريك المتلقي إلى ما لا نهاية. على الرغم من الإبلاغ عنها في كثير من الأحيان على أنها إباحية للمثليين، فقد ذكر أن المقطع مشتق من فيلم إباحي متحولة. يتتبع العداد عدد» الدورات" التي شاهدها المشاهد. في عام 2013، اخترق طالب في جامعة ولاية فلوريدا الشبكة اللاسلكية لحرمه الجامعي وأعاد توجيه كل حركة المرور إلى ميت سبين. في عام 2015، تبع ذلك ذعر عندما قام مطعم عائلي بتشغيل الموقع أمام الأطفال الصغار. في عام 2016، تم تشغيل الموقع على لوحة إعلانات رقمية عامة في السويد، مما أدى إلى اهتمام وسائل الإعلام الدولية. بدأ تشغيل الموقع لأول مرة في 10 مارس 2005. اعتبارًا من 2017 المجال الآن هو ميت سبين صرح جون مايكل بوند من The Daily Dot أنه إلى حد ما، ساعدت "رهاب المثلية العارض" في العقد الأول من القرن الحادي والعشرين على نشر اللحوم.

## الشرعية
في الوقت الحالي، لا توجد تشريعات فيدرالية أو تشريعات خاصة بالولاية في الولايات المتحدة تحظر أفلام السعوط التي تصور مقتل إنسان - وهي مصدر مشترك للمواد لمواقع الصدمة. في عام 2000، قدمت كاليفورنيا مشروع قانون لحظر هذه الأفلام، ولكن بعد أن أثار الاتحاد الأمريكي للحريات المدنية (ACLU) احتجاجًا على مخاوف التعديل الأول، فشل مشروع القانون في تمريره. لم يتم تمرير أي مشروع قانون آخر منذ ذلك الحين. قضية المحكمة العليا ميلير الخامس أنشأت كاليفورنيا اختبارًا لتحديد ما إذا كان المحتوى يندرج ضمن فئة الفحش غير المحمي. يتطلب اختبار Miller أن يكون المحتوى «يستهوي المصلحة الأولية» فاحشًا، بمعنى أن المحتوى يجب أن يكون له مكون جنسي.
تم تعديل هذا الاختبار بواسطة الولايات المتحدة في. ريتشاردز، الذي قضى بأن مقاطع الفيديو الخاصة بسحق الحيوانات (مقاطع الفيديو التي تتضمن قتل الحيوانات) يمكن أن تكون فاحشة، وبالتالي فهي غير محمية بموجب التعديل الأول على الرغم من أنها لا تستهوي بوضوح الاهتمامات الجنسية. قضت المحكمة بأن مقاطع الفيديو التي تسحق الحيوانات هي فاحشة غير محمية لسببين. أولاً، يمكن أن تروق مقاطع فيديو سحق الحيوانات إلى «صنم جنسي محدد»، والذي يلائم متطلبات السلوك الجنسي لاختبار ميلر. ثانيًا، الولايات المتحدة ضد. قام ريتشاردز بتعديل اختبار ميلر من خلال الحكم بأن الفحش «يمكن أن يغطي أيضًا الأفعال المنحرفة غير العادية» حتى لو لم تكن جنسية مباشرة. تندرج المواد الإباحية للأطفال أيضًا ضمن فئة الفحش غير المحمي بواسطة هذه الاختبارات. نظرًا للجمع بين القتل والمواد الإباحية التي تم تصويرها على مواقع الصدمة التي تحتوي على مقاطع فيديو للقتل مثل (gore2gasm.com)، جادل علماء القانون بأن مقاطع الفيديو الخاصة بجرائم القتل تلجأ أيضًا إلى اهتمامات جنسية محددة وبالتالي فهي غير محمية بموجب قانون الولايات المتحدة ضد الولايات المتحدة. ريتشاردز.
فيما يتعلق بالمسؤولية، ما لم تكن أفلام السعوط غير قانونية، فإن مزودي الطرف الثالث مثل مواقع الصدمة التي تستضيف مقاطع فيديو القتل والأفلام ذات الصلة محمية بموجب قانون آداب الاتصالات لعام 1996 (CDA). ومع ذلك، فإن مواقع الويب التي تطلب من المستخدمين تحميل محتوى غير قانوني أو تشجع المستخدمين بنشاط على إنشاء محتوى غير قانوني ومشاركته يمكن أن تتحمل المسؤولية. بالإضافة إلى ذلك، منحت المحاكم حقوق خصوصية متزايدة للعائلات فيما يتعلق بنشر وتوزيع صور الأقارب المتوفين. نجحت العائلات في مقاضاة مالكي موقع Rotten.com لاستضافتهم صور القتلى ومقاطع فيديو عن وفاتهم على الموقع.
في المملكة المتحدة البريطانية، أقر المشرعون قانون العدالة الجنائية والهجرة لعام 2008، والذي تضمن قسمًا يحظر المواد الإباحية المتطرفة (تلك التي تهدف إلى إثارة المشاهدين جنسيًا التي تهدد حياة الشخص، ومن المرجح أن تلحق ضررًا خطيرًا بشرج الشخص أو ثدييه أو أعضائه التناسلية، أو تنطوي على جثة بشرية أو حيوان). وقد أدى ذلك إلى إثارة الصدمة في مواقع الويب، وكذلك المصورين الإباحيين الأمريكيين بما في ذلك ماكس هارد كور وإكستريم أسوشيتس، الذين أدينوا بالفحش في المملكة المتحدة.
أثناء إطلاق النار على مسجد كرايستشيرش في نيوزيلندا، بث مطلق النار عمليات القتل على الهواء مباشرة على فيس بوك. تمت مشاركة الفيديو على فيس بوك وتحميله عى إلى يو تيوب بعد فترة وجيزة. تمت استضافة لقطات من عمليات القتل الجماعي على 4chan و8chan وLiveLeak و Voat و Zero Hedge و KiwiFarms . بدلاً من محاولة الحكومة الأسترالية حظر هذه الحالة المحددة لمقاطع فيديو القتل، اختار مزودو خدمات الإنترنت في أستراليا وضع كتل مؤقتة على أي مواقع استضافت اللقطات حتى يُعتقد أنه تمت إزالة جميع اللقطات.

## أخلاق مهنية
أثيرت العديد من المخاوف الأخلاقية حول موضوع مواقع الصدمة ومقاطع فيديو القتل. يتمثل أحد المخاوف في أن شعبية مواقع الصدمة ستشجع على زيادة جرائم القتل العنيف؛ مما قد يؤدي إلى مقاطع فيديو أكثر تطرفًا وعنيفة والتي من المحتمل أن تؤدي إلى المزيد من المشاهدات على مواقع الصدمة. يمكن أن تلهم مقاطع فيديو القتل المقلدين لتكرار أفلام السعوط. بعد تسريب أحد مقاطع فيديو (Dnepropetrovsk) المجانين على الإنترنت باسم «ثلاث رجال ومطرقة» في عام 2007، قام إريك كلينتون كيرك نيومان بقتل لين جون، وهو طالب صيني، وحمل الفيديو (بما في ذلك مشاهد التقطيع وأكل لحوم البشر ومجاراة الموتى) تحت العنوان المماثل "1 Lunatic 1 Icepick" في عام 2012.
مصدر قلق آخر هو حق الضحية وعائلتها في الخصوصية بعد الموت. هذه هي مسألة ما إذا كان والدي لين جون لهما الحق في إزالة مقطع فيديو مقتل ابنهما من الإنترنت. لا يمكن لضحايا القتل أن يوافقوا على استخدام وتحميل لقطات وفاتهم، وقد اتفقت عدة قضايا قضائية على أنه يجب أن يكون للوالدين والأحباء الحق في منع انتشار المشاهدة على نطاق واسع لمأساة شخصية ووقف نشر الفيديو.
أخيرًا، في حين أن قيمة الصدمة ليست كافية لتبرير حظر المحتوى بشكل قانوني (كما حدده Cohen v. كاليفورنيا)،  لا تزال هناك مخاوف أخلاقية بشأن الأضرار العاطفية التي تسببها الطبيعة المتنافرة ومحتوى مواقع الصدمة. يمكن أن يؤدي عرض محتوى عنيف، مثل مقاطع فيديو القتل على وسائل التواصل الاجتماعي، إلى اضطراب ما بعد الصدمة (PTSD) أو تسببه في اضطرابات نفسية أخرى 

## وسائط
مع قيام المزيد من الأشخاص بتحميل وعرض مقاطع فيديو القتل على مواقع الصدمة، يعتقد البعض أن هذه الممارسة تنعكس في نوع أفلام الرعب. يثير وجود الدوائر التلفزيونية المغلقة في سو ومزادات التعذيب عبر الإنترنت في نزل الجزء الثاني أسئلة حول الاستخدام الشائن لأنظمة المراقبة والانتشار الواسع لمقاطع الفيديو الخاصة بقطع الرؤوس التي نفذها تنظيم القاعدة وعمليات الإعدام في السجون الأمريكية، وغير ذلك من الصور الحقيقية للعنف والقتل في الأنترنيت. في أمثلة مثل فلم ساو، يعكس نوع الرعب المعاصر الرعب الحقيقي على الإنترنت.

### قراءة معمقة
- Wilson، Jeremy (20 سبتمبر 2013). "The vilest sites on the internet". ذا ديلي دوت. مؤرشف من الأصل في 2020-11-17. اطلع عليه بتاريخ 2014-11-02.
- Chen، Adrian (16 أبريل 2013). "Goatse and the Rise of the Web's Gross-Out Culture". وايرد. مؤرشف من الأصل في 2021-03-04. اطلع عليه بتاريخ 2014-11-02.
- Anderson، Lessley (13 يونيو 2012). "Snuff: Murder and torture on the internet, and the people who watch it". ذا فيرج. مؤرشف من الأصل في 2021-04-12. اطلع عليه بتاريخ 2014-11-02.
- Schroeder، Audra (26 أكتوبر 2014). "The Legacy of Rotten.com". ذا ديلي دوت. مؤرشف من الأصل في 2020-11-13. اطلع عليه بتاريخ 2014-11-02.
- Dewey، Caitlin (28 أكتوبر 2014). "When botched surgeries and suicides go viral: The revolting rise of 'medical gore'". واشنطن بوست. مؤرشف من الأصل في 2020-11-10. اطلع عليه بتاريخ 2014-11-02.
- Reynolds، Daniel (أغسطس 2009). "Esthetics of the Extreme in Shock Websites". Applied Semiotics ع. 23. مؤرشف من الأصل في 2020-10-28 – عبر مكتبة كويستيا على الإنترنت.